# ガンボウ
ガンボウ（Gun Bow、1960年 - 1979年）は、アメリカ合衆国の競走馬、種牡馬。1960年代に活躍し、当時の最強馬ケルソを2度破ったことで知られる。1999年アメリカ競馬殿堂入り。

## 経歴
- 特記がない限り、競走はすべてダートコース。また、当時はグレード制未導入。

化粧品業界の女王として知られるエリザベス・アーデンが、自身の持つメインチャンス牧場で生産したサラブレッドの牡馬である。2歳時までアーデンが所有していたが、跛行を呈していてたため競走には使われず、その後アーデンの税金の支払いに充てるためにハリー・アルバートとジョン・スタンリー夫人の両名に売却した。両名はゲドニーファームの名義でガンボウの馬主となり、調教師はエディ・ネロイが担当した。
3歳時は18戦して6勝、ナラガンセットスペシャルなどでステークス競走勝ちも挙げた。翌年4歳シーズンには東海岸をニューヨークからフロリダまで転戦、16戦8勝を挙げた。
この4歳シーズン、当時のアメリカ最強馬であるケルソとモンマスハンデキャップで初対決、この時はガンボウが2着、ケルソが4着であった。続くブルックリンハンデキャップでも7ケルソと対決したが、ガンボウはこの競走で2着馬に12馬身差をつけて優勝、ケルソも破るとともにアケダクト競馬場10ハロンのトラックレコードである1分59秒60を記録した。
その後もケルソとガンボウは対決を繰り返した。アケダクトハンデキャップでは3/4馬身差でケルソに敗れたが、続くウッドワードステークスではハナ差でケルソを破り返した。そして大一番であるワシントンDCインターナショナルではケルソが芝12ハロンのレコード記録樹立する一方で4馬身半差の2着に終わった。この年、ガンボウはこのほかワシントンハンデキャップやガルフストリームパークハンデキャップ、チャールズ・H・ストラブステークスでも勝利を挙げ、580,100ドルの賞金を稼いでいる。
5歳時は西海岸から始動し、サンタアニタパーク競馬場のサンアントニオステークスで勝利すると、フロリダに飛んで続くドンハンデキャップでも勝利を挙げた。その後メトロポリタンハンデキャップで優勝し、同年をもって引退した。

## 種牡馬入り後
ガンボウは5歳シーズン終了とともに種牡馬入りしたが、種牡馬としてはあまり成績が振るわず、1974年に日本へと輸出されている。その後1979年にガンボウは日本で死亡した。19歳であった。ガンボウの産駒で最も活躍したものに1968年生のピストルパッカーがおり、同馬はフランスでディアヌ賞（フランスオークス）などで優勝している。のちの1999年、アメリカ競馬名誉の殿堂博物館はガンボウを殿堂馬として加え入れることを発表した。

## 血統表
| 馬名の血統                             | 馬名の血統                                       | 馬名の血統                                       | （血統表の出典）                                 | （血統表の出典）  |
| 父系                                   | ハイペリオン系                                   | ハイペリオン系                                   | ハイペリオン系                                   | [ § 2 ]           |
| 父 Gun Shot アメリカ 栗毛 1953         | 父の父Hyperion イギリス 栗毛 1930                | Gainsborough                                     | Bayardo                                          | Bayardo           |
| 父 Gun Shot アメリカ 栗毛 1953         | 父の父Hyperion イギリス 栗毛 1930                | Gainsborough                                     | Rosedrop                                         |                   |
| 父 Gun Shot アメリカ 栗毛 1953         | 父の父Hyperion イギリス 栗毛 1930                | Selene                                           | Chaucer                                          | Chaucer           |
| 父 Gun Shot アメリカ 栗毛 1953         | 父の父Hyperion イギリス 栗毛 1930                | Selene                                           | Serenissima                                      |                   |
| 父 Gun Shot アメリカ 栗毛 1953         | 父の母Silence イギリス 鹿毛 1942                 | Bosworth                                         | Son-in-Law                                       | Son-in-Law        |
| 父 Gun Shot アメリカ 栗毛 1953         | 父の母Silence イギリス 鹿毛 1942                 | Bosworth                                         | Serenissima                                      |                   |
| 父 Gun Shot アメリカ 栗毛 1953         | 父の母Silence イギリス 鹿毛 1942                 | Surbine                                          | Bachelor's Double                                | Bachelor's Double |
| 父 Gun Shot アメリカ 栗毛 1953         | 父の母Silence イギリス 鹿毛 1942                 | Surbine                                          | Datine                                           |                   |
| 母 Ribbons and Bows アメリカ 鹿毛 1955 | 母の父War Admiral アメリカ 黒鹿毛 1934           | Man o' War                                       | Fair Play                                        | Fair Play         |
| 母 Ribbons and Bows アメリカ 鹿毛 1955 | 母の父War Admiral アメリカ 黒鹿毛 1934           | Man o' War                                       | Mahubah                                          |                   |
| 母 Ribbons and Bows アメリカ 鹿毛 1955 | 母の父War Admiral アメリカ 黒鹿毛 1934           | Brushup                                          | Sweep                                            | Sweep             |
| 母 Ribbons and Bows アメリカ 鹿毛 1955 | 母の父War Admiral アメリカ 黒鹿毛 1934           | Brushup                                          | Annette K.                                       |                   |
| 母 Ribbons and Bows アメリカ 鹿毛 1955 | 母の母Evening Thrill アメリカ 鹿毛 1947          | Bull Lea                                         | Bull Dog                                         | Bull Dog          |
| 母 Ribbons and Bows アメリカ 鹿毛 1955 | 母の母Evening Thrill アメリカ 鹿毛 1947          | Bull Lea                                         | Rose Leaves                                      |                   |
| 母 Ribbons and Bows アメリカ 鹿毛 1955 | 母の母Evening Thrill アメリカ 鹿毛 1947          | Decolte                                          | St. Germans                                      | St. Germans       |
| 母 Ribbons and Bows アメリカ 鹿毛 1955 | 母の母Evening Thrill アメリカ 鹿毛 1947          | Decolte                                          | Humming Bird                                     |                   |
| 母系(F-No.)                            | (FN:1-k)                                         | (FN:1-k)                                         | (FN:1-k)                                         | [ § 3 ]           |
| 5代内の近親交配                        | Serenissima 4x4, Harry of Hereford・Swynford 5x5 | Serenissima 4x4, Harry of Hereford・Swynford 5x5 | Serenissima 4x4, Harry of Hereford・Swynford 5x5 | [ § 4 ]           |
| 出典                                   | 1. 2. 3. 4.                                      | 1. 2. 3. 4.                                      | 1. 2. 3. 4.                                      | 1. 2. 3. 4.       |